# Feliksowo (województwo kujawsko-pomorskie)
Feliksowo – osada w Polsce położona w województwie kujawsko-pomorskim, w powiecie wąbrzeskim, w gminie Dębowa Łąka.
W latach 1975–1998 miejscowość administracyjnie należała do województwa toruńskiego.

## Urodzeni w Feliksowie
- Tadeusz Łęgowski – organizator Związku Walki Zbrojnej i Armii Krajowej w Toruniu, pierwszy komendant Inspektoratu Toruń ZWZ-AK w latach 1940–1942
- Adela Łukiewska – działaczka społeczna
- Anna Piasecka – jedna z pierwszych kobiet w Polsce, która piastowała funkcję posła, pedagog i działaczka społeczno-oświatowa i polityczna